# Comté de Somerset (Pennsylvanie)
Pour les articles homonymes, voir Comté de Somerset.
Le comté de Somerset est un comté américain de l'État de Pennsylvanie. Au recensement de 2000, le comté comptait 80 023 habitants. Il a été créé le 17 avril 1795, à partir du comté de Bedford et tire son nom de la ville de Somerset, au Royaume-Uni. Le siège du comté se situe à Somerset.
Le comté fait partie de la région métropolitaine de Johnstown.

## Démographie
| Groupe            | Comté de Somerset | Pennsylvanie | États-Unis |
| ----------------- | ----------------- | ------------ | ---------- |
| Blancs            | 93,1              | 73,5         | 58         |
| Latino-Américains | 1,4               | 8,1          | 19         |
| Afro-Américains   | 2,5               | 10,5         | 12,1       |
| Asiatiques        | 0,2               | 3,4          | 6,2        |
| Métis             | 2,4               | 3,3          | 4,1        |
| Autres            | 0,2               | 0,4          | 0,5        |
| Amérindiens       | 0,1               | 0,1          | 0,9        |
| Océano-américains | 0,01              | 0,02         | 0,2        |
| Total             | 100               | 100          | 100        |

## Municipalités

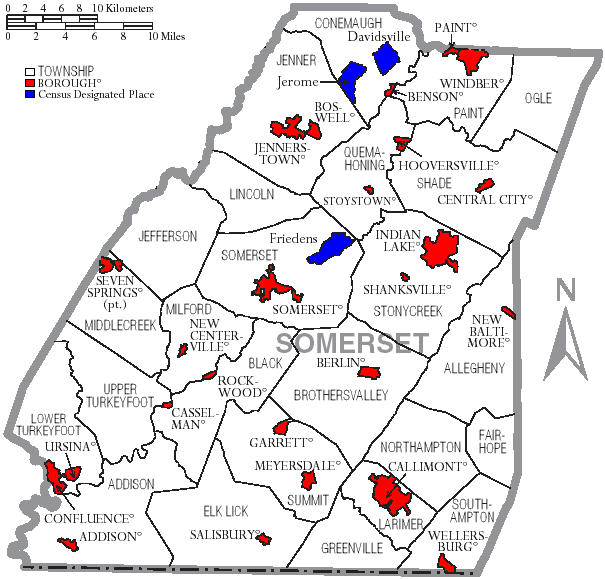
Carte du comté de Somerset avec des couleurs marquant : en rouge les villes, en blancs les townships et en bleu les "Census-designated places".

### Villes
Appelées "Boroughs" selon la loi de Pennsylvanie.
- Addison,
- Benson,
- Berlin,
- Boswell,
- Callimont,
- Casselman,
- Central City,
- Confluence,
- Garrett,
- Hooversville,
- Indian Lake
- Jennerstown,
- Meyersdale,
- New Baltimore,
- New Centerville,
- Paint,
- Rockwood,
- Salisbury,
- (en partie) Seven Springs,
- Shanksville,
- Somerset,
- Stoystown,
- Ursina,
- Wellersburg,
- Windber,

## Éducation

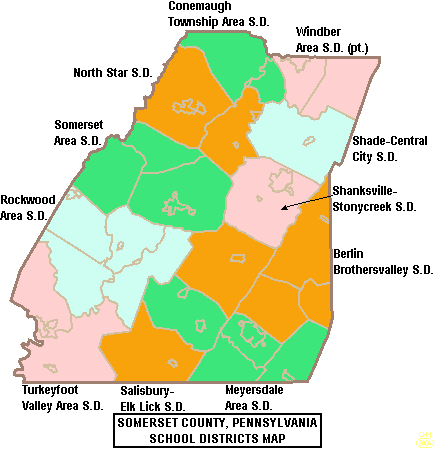
Carte des districts scolaires du comté de Somerset.

### Townships
- Addison Township
- Allegheny Township
- Black Township
- Brothersvalley Township
- Conemaugh Township
- Elk Lick Township
- Fairhope Township
- Greenville Township
- Jefferson Township
- Jenner Township
- Larimer Township
- Lincoln Township
- Lower Turkeyfoot Township
- Middlecreek Township
- Milford Township
- Northampton Township
- Ogle Township
- Paint Township
- Quemahoning Township
- Shade Township
- Somerset Township
- Southampton Township
- Stonycreek Township
- Summit Township
- Upper Turkeyfoot Township

### Census-designated places
- Davidsville,
- Friedens,
- Jerome,

### Autres communautés non-incorporées
- Jenners (en),
- Springs,